# One Shot '80 Volume 18
One Shot '80 Volume 18 è la diciottesima raccolta di canzoni degli anni '80, pubblicata in Italia dalla Universal su CD (catalogo 024 9 83556 2) e cassetta nel 2006, appartenente alla serie One Shot '80 della collana One Shot.

## Il disco
Nel 2006 la Universal riprende la pubblicazione dei volumi One Shot '80, dopo la pausa del 2005 che aveva visto nascere la nuova serie One Shot 'aaaa' - Le più belle canzoni dell'anno! con la pubblicazione dei primi 5 volumi contenenti le canzoni relative agli anni dal 1980 al 1984.
La nuova serie, da una parte raggruppa i brani per anno di pubblicazione, espandendolo con ulteriori pezzi richiesti dai fan, dall'altra ripubblica molte delle tracce più significative dei primi volumi One Shot '80, diventati nel frattempo indisponibili ma ancora molto richiesti.

## Tracce
Il primo è l'anno di pubblicazione del singolo, il secondo quello dell'album; altrimenti coincidono. 
1. Jermaine Jackson, Pia Zadora – When the Rain Begins to Fall (da Voyage of the Rock Aliens) – 4:06 (Michael Bradley, Peggy March, Steve Wittmack) – 1984
2. a-ha – The Sun Always Shines on T.V. (album version) – 5:06 (Paul Waaktaar) – 1985
3. Tears for Fears – Mad World – 3:36 (Roland Orzabal) – 1982, 1983
4. Tiffany – I Think We're Alone Now – 3:45 (Ritchie Cordell) – 1987
5. INXS – Need You Tonight – 3:02 (Andrew Farriss, Michael Hutchence) – 1987
6. Fine Young Cannibals – She Drives Me Crazy – 3:35 (David Steele, Roland Gift) – 1989
7. Marillion – Kayleigh (single version) – 3:32 (testo: Fish – musica: Mark Kelly, Ian Mosley, Steve Rothery, Pete Trewavas) – 1985
8. The Pretenders – Brass in Pocket – 3:03 (Chrissie Hynde, James Honeyman-Scott) – 1979, 1980
9. Kiss – I Was Made for Lovin' You (album version) – 4:30 (Paul Stanley, Desmond Child, Vincent Poncia) – 1979
10. Deborah Harry – French Kissin' in the USA (album version) – 5:06 (Chuck Lorre) – 1986
11. Secret Service – Oh Susie (single version) – 3:39 (testo: Ola Håkansson – musica: Tim Norell) – 1979
12. Alphaville – Sounds Like a Melody (album version) – 4:45 (testo: Marian Gold – musica: Marian Gold, Bernhard Lloyd, Frank Mertens) – 1984
13. Martika – Toy Soldiers – 4:44 (Marta Marrero, Michael Jay) – 1989
14. The Boomtown Rats – I Don't Like Mondays – 4:18 (Bob Geldof) – 1979
15. Tanita Tikaram – Twist in My Sobriety (full length album version) – 4:50 (Tanita Tikaram) – 1988
16. Starship – We Built This City – 4:51 (Dennis Lambert, Martin Page, Peter Wolf; solo testo: Bernie Taupin) – 1985
17. Terence Trent D'Arby – Wishing Well – 3:30 (testo: Terence Trent D'Arby – musica: Terence Trent D'Arby, Sean Oliver) – 1987
18. Alannah Myles – Black Velvet (album version) – 4:47 (David Tyson, Christopher Ward) – 1989
19. Cyndi Lauper – True Colors – 3:46 (Thomas Kelly, William Steinberg) – 1986